# Harry Clork
Harry Clork (31 août 1888, Galveston, Texas - 18 juin 1978, Santa Monica, Californie) est un scénariste américain. 

## Filmographie
- 1935 : Cocktails et Homicides (Remember Last Night?) de James Whale
- 1936 : The Girl on the Front Page de Harry Beaumont
- 1936 : Absolute Quiet de George B. Seitz
- 1941 : Le Dragon récalcitrant d'Alfred L. Werker
- 1941 : Whistling in the Dark de S. Sylvan Simon
- 1941 : Las Vegas Nights de Ralph Murphy
- 1942 : Croisière mouvementée (Ship Ahoy) d'Edward Buzzell
- 1947 : The Mighty McGurk de John Waters
- 1948 : Deux Sacrées Canailles (The Sainted Sisters) de William D. Russell
- 1950 : No, No, Nanette de David Butler
- 1951 : Elle cherche un millionnaire (Painting the Clouds with Sunshine) de David Butler